# ماریا ویتکر
ماریا ویتکر (انگلیسی: Maria Whittaker؛ زاده ۷ اکتبر ۱۹۶۹) یک مانکن است. 